# Karl Schlögl (Chemiker)

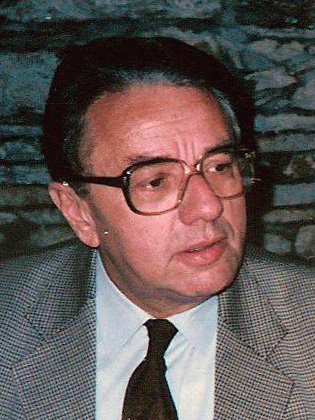
Karl Schlögl

Karl Schlögl (* 5. Oktober 1924 in Wien; † 4. Mai 2007) war ein österreichischer Chemiker und ehemaliger Generalsekretär und Vizepräsident der Österreichischen Akademie der Wissenschaften.

## Leben
Schlögl studierte nach der Reifeprüfung (Matura) Chemie an der Universität Wien; 1950 wurde er zum Dr. phil. promoviert. Nach einem Auslandsaufenthalt an der Universität Manchester erhielt er nach seiner Habilitation 1959 die Lehrbefugnis für Organische Chemie an der Universität Wien. Er wurde zunächst zum außerordentlichen Professor ernannt, 1971 erfolgte die Berufung zum Ordinarius für Organische Chemie. Ab 1974 war er Leiter, ab 1978 Vorstand des Instituts für Organische Chemie. Von 1977 bis 1979 war er der erste gewählte Dekan der Formal- und Naturwissenschaftlichen Fakultät.
Die Österreichische Akademie der Wissenschaften wählte Schlögl 1978 zum korrespondierenden und 1982 zum wirklichen Mitglied. Von 1991 bis 1995 bekleidete er das Amt des Generalsekretärs, von 1997 bis 2000 das des Vizepräsidenten der Österreichischen Akademie der Wissenschaften (ÖAW). Zudem war Schlögl seit 1977 korrespondierendes Mitglied der Nordrhein-Westfälischen Akademie der Wissenschaften sowie der New York Academy of Sciences.

## Wirken
Karl Schlögl gilt als einer der Pioniere der Stereochemie, der Erforschung des räumlichen Aufbaus organischer Verbindungen und den damit verbundenen Auswirkungen auf das Reaktionsverhalten, hat aber auch erfolgreich an der Entwicklung neuer pharmazeutischer Wirkstoffe gearbeitet. So arbeitete er eng auch mit dem Pharmakologischen Institut und dessen Vorstand Otto Kraupp zusammen.
Er war Autor von etwa 200 Publikationen und Träger einer Vielzahl nationaler und internationaler Auszeichnungen. Er erhielt 1985 den Erwin Schrödinger-Preis der Österreichischen Akademie der Wissenschaften, 1989 den Preis für Naturwissenschaften der Stadt Wien und 1991 die Wilhelm Exner-Medaille des Österreichischen Gewerbevereins. Schlögl war Ehrenpräsident der Gesellschaft Österreichischer Chemiker auf Lebenszeit.